# Макларен, Робин
Ро́бин Макла́рен (англ. Robin John Taylor McLaren; 14.08.1934, Суссекс — 20.07.2010, Лондон) — британский дипломат.
Обучался в кембриджском колледже св. Джона, где изучал историю.
В 1955—1958 служил в Королевском военно-морском флоте Великобритании.
На дипломатической службе с 1958 года по 1994 год.
В 1960-х работал приватным секретарём посла Великобритании в Италии Джона Уорда (англ. John Guthrie Ward).
В 1970-х работал в Копенгагене под началом посла Великобритании в Дании Энн Уорбертон (англ. Anne Warburton).
В 1985—1987 годах посол Великобритании на Филиппинах.
Работал помощником заместителя министра иностранных дел Великобритании.
В 1991—1994 посол Великобритании в Китае.
Рыцарь-командор ордена Святого Михаила и Святого Георгия (1991, кавалер 1982).